# Abeuradors del Camí del Cementiri
Els Abeuradors del Camí del Cementiri fou un abeurador de la Sénia (Montsià) inclòs a l'Inventari del Patrimoni Arquitectònic de Catalunya.

## Descripció
Es tractava d'una estructura allargada, de 6-7 metres, s'aixecava sobre el nivell de terra entre 0,5m. i 1m. La part posterior estava feta de maçoneria emblanquinada i la conducció d'aigua amb totxo. Al davant una font amb l'aixeta en el centre d'una llosa, amb acabament mixtilini.

## Història
Sota l'aixeta hi havia la data "Año 1962". Aquest abeurador estava situat a l'entrada del poble en el creuament dels camins que baixen de la zona de Benifassà i de la muntanya de Pallerols, camins de tradició ramadera i molt utilitzats pels rosegadors. Està situat gairebé al costat dels anomenats corrals de Jover.